# Amelie Berger
Amelie Berger (* 22. Juli 1999 in Tübingen) ist eine deutsche Handballspielerin. Seit September 2022 spielt sie für den Bundesligisten HSG Bensheim/Auerbach.

## Vereinskarriere
Berger begann im Alter von acht Jahren Handball zu spielen. Sie wechselte noch als Jugendspielerin im Sommer 2015 von ihrem Heimatverein SV 64 Zweibrücken zu Bayer Leverkusen. Hier spielte sie zunächst für die 2. Mannschaft in der 3. Liga sowie im Jugendbereich. Mit der A-Jugend wurde sie 2016 und 2017 deutsche Vizemeisterin. Nach einem dramatischen Finale gegen den Buxtehuder SV (31:30 nach Siebenmeterwerfen) konnte Berger am 3. Juni 2018 mit Bayer Leverkusen die Deutsche A-Jugend-Meisterschaft gewinnen.
Bereits am 16. November 2016 gab sie ihr Debüt in der Handball-Bundesliga Frauen (HBF): Im Trikot der Elfen lief die Linkshänderin gegen den Thüringer HC auf. Im Sommer 2019 wechselte sie zum Ligakonkurrenten SG BBM Bietigheim. Mit Bietigheim gewann sie 2021 den DHB-Pokal. Ab der Spielzeit 2021/22 stand sie beim Bundesligisten Borussia Dortmund unter Vertrag. Im Februar 2022 erlitt sie einen Kreuzbandriss. Anfang September 2022 kündigte Berger wie auch ihre Teamkameradin Mia Zschocke ihren bis 2023 laufenden Vertrag außerordentlich, der Verein gab dem statt. Anschließend schloss sie sich der HSG Bensheim/Auerbach an. Im Februar 2024 zog sie sich erneut einen Kreuzbandriss zu.

## Auswahlmannschaften
Berger durchlief alle DHB-Nachwuchsmannschaften und gehörte dem 2018 gegründeten DHB-Elitekader an. Laut DHB-Sportvorstand Axel Kromer ist sie ein „Musterbeispiel“ für dieses Eliteförderkonzept.
International spielte sie ihr erstes großes Turnier bei der U-20-Weltmeisterschaft 2016 in Russland. Teilnahmen bei der U-19-EM 2017 in Slowenien und der U-20-WM 2018 in Ungarn folgten.
Ihr Länderspieldebüt für die deutsche Nationalmannschaft gab Berger am 29. September 2018 in Dessau gegen Russland. Für die in Frankreich stattfindende Europameisterschaft 2018 berief Bundestrainer Henk Groener überraschend Berger in den Kader.

## Privates
Amelie Berger studiert Psychologie an der Fernuniversität in Hagen.